# Cadeby (Leicestershire)
Pour les articles homonymes, voir Cadeby.
Cadeby est une paroisse civile et un village du Leicestershire, en Angleterre.